# Épouses de guerre
Pour plus de détails, voir Fiche technique et Distribution.
Épouses de guerre (War Brides) est un film américain réalisé par Herbert Brenon, sorti en 1916.

## Fiche technique
- Titre original : War Brides
- Titre français : Épouses de guerre
- Réalisation : Herbert Brenon
- Scénario : Herbert Brenon, d'après une pièce de Marion Craig Wentworth (en)
- Société de production : Herbert Brenon Film Corporation
- Pays de production :  États-Unis
- Langue originale : anglais
- Format : Noir et blanc — 35 mm — 1,33:1
- Genre : Film de guerre
- Durée : 1 heure 12 minutes
- Date de sortie :
  - États-Unis : 12 novembre 1916
- Licence : Domaine public

## Distribution
- Alla Nazimova : Joan
- Charles Hutchison
- Charles Bryant
- William Bailey
- Richard Barthelmess
- Nila Mack
- Gertrude Berkeley